# 사천선진리성
사천선진리성(泗川船津里城)은 경상남도 사천시 용현면 선진리에 있는 정유재란 때 일본군이 쌓은 일본식 성곽(왜성)이다. 일제강점기때 1936년 5월에는 고적 제81호로 지정됐으며, 그 후 1963년 1월 21일 사적 제50호로 지정되었으나 왜성이라는 이유로 1998년 9월 8일 경상남도의 문화재자료 제274호로 격하되었다.

## 현지 안내문
경상남도 사천시 사천읍 선진항의 북방에 있는 이 성은 삼면이 바다에 접하고 동쪽만 육지에 닿아 있는 반도 지형에 세워졌다.
조선시대에는 항구로 유명했으며 선진이 설치되기도 하였는데, 선진은 싸움터에서 앞장서는 군대를 뜻한다. 『읍지』와 『대동지지』의 기록을 보면 이 선진에는 전함이 1척, 병선이 1척, 하후선이 2척 있었다고 하여, 삼천진이라 불렸다. 선조 30년(1597)에 왜의 석만자가 이곳에서 지내면서 울산의 도산, 순천의 왜교와 더불어 3굴이라 불렀다고 한다.
임진왜란 당시 왜군이 지은 성으로, 규모나 구조면에서 볼 때 활동의 주요 근거지로 만들어진 것이며, 이순신 장군에 의해 격파 당하기도 하였다. 현재 흙으로 쌓은 성벽이 1㎞가량 남아 있으며, 돌로 만든 누(樓)는 무너졌으나 대체로 성의 규모대로 터가 남아 있다.

## 개요
사천선진리성은 사천읍에서 약 7km 서남쪽에 위치한 평산성이다. 바다와 가까운 지리적 이점 때문에 고려 시대부터 조창이 설치되어 주변에 토성을 쌓았다. 널리 알려지게 된 계기는 임진왜란 때 일본군이 조창 터에 왜성을 쌓아 주둔하였고, 뒤이어 정유재란 때 성주변에서 일본군과 조명연합군의 큰 싸움이 있었기 때문이다. 현재 성 주변은 선진공원으로 정비되었고, 일부는 농지로 변해있다. 두 차례의 시·발굴조사에서 왜성의 성벽(석원)이 확인되었으며, 500×600cm의 북곽이 딸린 ‘ㄱ’자 형태의 천수각과 폭 150cm의 문설주가 설치된 왜성 문지(호구), 주거지 2기, 수혈 70여기가 조사되었는데 목책열로 추정된다. 출토유물은 와편이 주류를 이루고 문양은 무문양, 사격자문, 복합문, 어골문 등이 시문되어 있다.

## 역사
고려 시대 초기 남도수군의 조창중 하나인 통양창(通陽倉)이 있어 이 지역은 통양포 또는 통조포로 불렸으며 조창을 방어하기 주변에 토성을 쌓았다. * 조선 시대에 들어서면 통조포로 지명이 굳어졌고, 조창은 통양창(通洋倉)으로 개명되었다. 태종 3년(1403년) 통양창에 왜구가 출몰하자 조세운송은 해로에서 육로로 바뀌었으며 통양창의 역할은 축소되었다.
임진왜란이 일어나자 일본군 장수 모리 요시나리는 토성 주변에 왜성을 쌓았고, 요시히로, 다다쓰네 부자가 성의 수비를 맡았다. 이 사천선진리성 에서는 임진왜란 때 두 번의 전투가 있었는데 그 중 하나가 선조 25년(1592년) 사천 앞바다에서 벌어진 제2차 사천해전이었다. 이 전투에서 전라좌수사 이순신은 적선 13척을 격파하는 전과를 올렸다. 또 하나는 선조 31년(1598년) 동일원이 이끄는 3만의 조명연합군이 전시 중 오발로 탄약궤가 폭발하는 사고가 발생하였고, 연합군은 혼란에 빠지게 된다. 이틈을 노려 시마즈 요시히로가 이끄는 8천의 일본군이 성을 나와 역습하였고, 연합군은 수많은 사상자내며 북으로 패주하였다. 이 전투에서 일본군은 조명연합군 3만여 명을 전사시켰다 하나 조선왕조실록에는 7,8천으로 기록되어 있으며 당시 조명연합군의 병력이 3만여 명임을 들어 아마 이전까지 전사한 조명연합군의 수를 포함한 것으로 보고 있다.
이후 숙종 때에 진보가 설치되어 수군이 주둔하였고, 해안을 방어하였다. 또, 영조 36년(1760년) 진주에 설치된 가산창의 방어 임무와 호위를 맡은 능노군, 포수, 화포수, 사궁으로 이루어진 군이 주둔하였다.
구한말인 1895년 통제영을 비롯한 모든 군영이 해체될 때 선진리성에 설치된 진보도 해체된 것으로 보고 있다.
1918년 시마즈 가문의 후손들이 성을 매수 또는 기부받아 공원으로 정비하고 그 위에 조상을 기리는 석비를 세웠다. 하지만, 해방후 석비는 마을 주민에 의해 파괴되었다. 1978년 공원 내에는 이충무공 사천해전승첩비가 세워졌으며 현재 시마즈 가문이 세웠던 비석 터에는 한국전쟁중 순국한 공군장병의 위령비인 충령비가 세워져 있다.
1936년 고적 81호에 지정된 뒤, 1963년 사적 50호로 지정되었고, 끝으로 1998년 경상남도의 문화재자료료 제274호로 지정되었다.

## 같이 보기
- 사천 조명군총 - 경상남도 기념물 제80호
- 선진공원

## 참고 자료
- 사천선진리성 - 국가유산청 국가유산포털